# エクアドルの副大統領

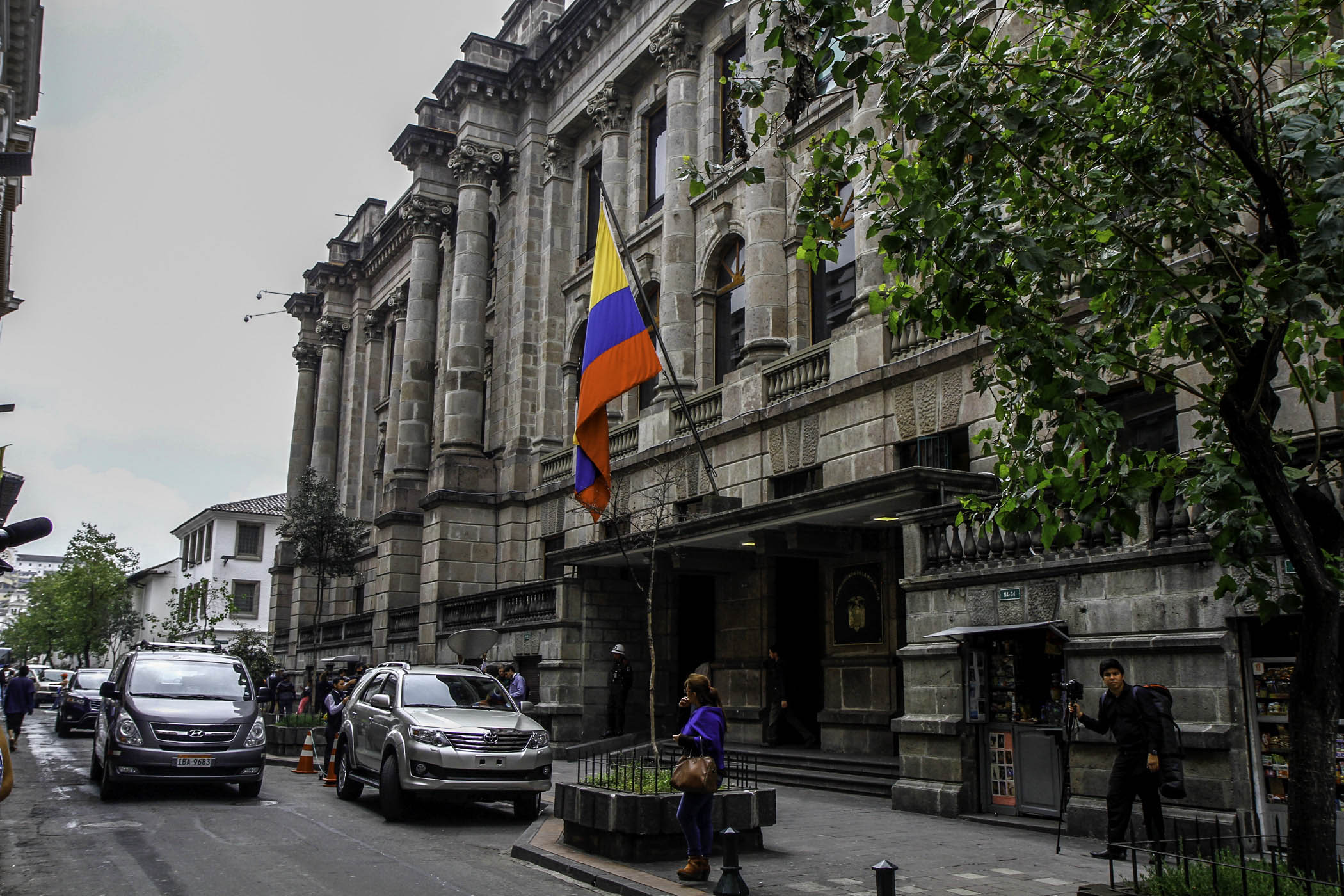
副大統領府

エクアドルの副大統領（-のふくだいとうりょう、スペイン語: VicePresidente del Ecuador）は、エクアドル共和国の行政府を代表する第2位の役職である。4年ごとに実施される大統領選挙によって、大統領と共に選出される。現在の副大統領はベロニカ・アバドである。副大統領の職務は大統領から委任された職務の遂行や大統領欠員時の代行に留められるため、一部の副大統領は大統領と距離を置き続けた。
任期終了後、現在の公務員法によると共和国の副大統領代理の現在の報酬の75%に相当する毎月の年金が給付される。副大統領死亡後、年金はその未亡人又はその遺族に渡される。立法府によって選出された副大統領の場合、現在の報酬の50%を受け取ることとなっている。一時的に廃止の時期もあった。

## 副大統領の一覧

### 近代以降の副大統領
- 1830年 - 1831年: ホセ・ホアキン・デ・オルメド（英語版）
- 1831年 - 1834年: モデスト・ラレア・イ・カリオン（スペイン語版）
- 1835年 - 1839年: フアン・ベルナルド・レオン
- 1839年 - 1843年: フランシスコ・アギーレ
- 1843年 - 1845年: フランシスコ・デ・マルコス（スペイン語版）
- 1845年 - 1847年: パブロ・メリーノ（スペイン語版）
- 1847年 - 1851年: マヌエル・デ・アシュカスビ（英語版）

（廃止、1851年 - 1852年）
- 1852年 - 1854年: パシフィコ・チリボガ（英語版）
- 1854年 - 1856年: マヌエル・ブスタマンテ
- 1856年 - 1858年: マルコス・エスピノル
- 1858年 - 1860年: ヘロニモ・カリオン（英語版）
- 1861年 - 1863年: マリアーノ・クエバ（スペイン語版）
- 1863年 - 1864年: アントニオ・ボレロ（英語版）
- 1864年 - 1865年: ラファエル・カルバハル（英語版）
- 1865年 - 1867年、1868年 - 1869年: ペドロ・ホセ・デ・アルテタ（英語版）
- 1869年 - 1875年: フランシスコ・レオン・フランコ（英語版）
- 1883年 - 1884年: ラファエル・ペレス・パレハ（英語版）
- 1884年 - 1886年: アグスティン・ゲレロ・リサルサブル
- 1886年 - 1890年: ペドロ・ホセ・セバロス（英語版）
- 1890年 - 1894年: パブロ・エレラ
- 1894年 - 1895年: ビセンテ・ルシオ・サラザール（英語版）
- 1897年 - 1899年: マヌエル・ベニグノ・クエバ
- 1899年 - 1903年: カルロス・フレイル・サルブムビデ（英語版）
- 1903年 - 1906年: アルフレード・バケリソ（英語版）
  - 廃止（1906年 - 1947年）
- 1946年 - 1947年: マリアーノ・スアレス（英語版）
- 1947年 - 1948年: ホセ・ラファエル・ブスタマンテ
- 1948年 - 1949年: マヌエル・ソトマヨール
- 1949年 - 1952年: アベル・ギルバート
- 1952年 - 1956年: アルフレド・チリボガ
- 1956年 - 1960年: フランシスコ・イリングワース（英語版）
- 1960年 - 1961年: カルロス・フリオ・アロセメナ・モンロイ（英語版）
- 1961年 - 1963年: レイナルド・ヴァレア
- 1968年 - 1972年: ホルヘ・サバラ（英語版）

### 現代以降の副大統領
| 画像 | 氏名                             | 任期                           |
| ---- | -------------------------------- | ------------------------------ |
|      | オスバルド・フルタド             | 1979年8月10日 - 1981年5月24日  |
|      | レオン・ロルドス・アギレラ       | 1981年7月2日 - 1984年8月10日   |
|      | ブラスコ・ペニャエレラ           | 1984年8月10日 - 1988年8月10日  |
|      | ルイス・パロディ                 | 1988年8月10日 - 1992年8月10日  |
|      | アルベルト・ダヒク               | 1992年8月10日 - 1995年10月11日 |
|      | エドゥアルド・ペニャ             | 1995年10月11日 - 1996年8月10日 |
|      | ロサリア・アルテアガ             | 1996年8月10日 - 1998年3月30日  |
|      | ペドロ・アグアヨ・クビーリョ     | 1998年4月1日 - 1998年8月22日   |
|      | グスタボ・ノボア                 | 1998年8月10日 - 2000年1月21日  |
|      | ペドロ・ピント・ルビアネス       | 2000年1月27日 - 2003年1月15日  |
|      | アルフレド・パラシオ             | 2003年1月15日 - 2005年4月20日  |
|      | アレハンドロ・セラーノ           | 2005年5月5日 - 2007年1月15日   |
|      | レニン・モレノ                   | 2007年1月15日 – 2013年5月24日  |
|      | ホルヘ・グラス                   | 2013年5月24日 - 2018年1月3日   |
|      | マリア・アレハンドラ・ビクーニャ | 2018年1月6日 - 2018年12月4日   |
|      | オットー・ゾンネンホルツナー     | 2018年12月11日 - 2020年7月10日 |
|      | マリア・アレハンドラ・ムニョス   | 2020年7月22日 - 2021年5月24日  |
|      | アルフレード・ボレロ             | 2021年5月24日 - 2023年11月23日 |
|      | ベロニカ・アバド                 | 2023年11月23日 – 現職          |